# Слободан Йованович
Слободан Йованович (серб. Слободан Јовановић; 3 грудня 1869, Новий Сад — 12 грудня 1958, Лондон) — сербський і югославський юрист, історик, політик і державний діяч.
Заступник глави уряду Югославії (27 березня 1941 — 11 грудня 1942), прем'єр-міністр королівського уряду у вигнанні (11 січня 1942 — 26 червня 1943), професор, декан факультету права та ректор Белградського університету (1897—1940), голова Сербської королівської академії і сербського культурного клубу. Його книги знову стали видаватися лише в 1990 році, а остаточна реабілітація відбулася в 2007 році.

## Вшанування

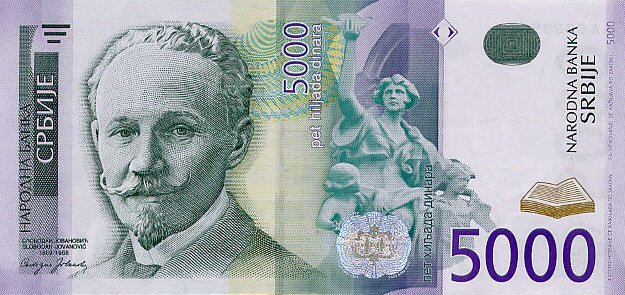

- У списку «100 найзнаменитіших сербів» займає 75 місце;
- З 2001 року його портрет зображений на купюрі 5 000 сербських динарів.